# Agregat (ekonomia)
Agregat makroekonomiczny to suma wartości jednostkowych, np. PKB lub ogólny poziom cen. Agregat jest wynikiem procesu agregacji, czyli łączenia wielkości mikroekonomicznych w celu uzyskania makrowielkości gospodarczych.
Przykłady agregatów:
- produkt krajowy brutto
- agregatowy popyt
- agregatowa podaż
- agregaty pieniężne